# Lillträsket (Skellefteå socken, Västerbotten)
Lillträsket är en sjö i Skellefteå kommun i Västerbotten och ingår i Kågeälvens huvudavrinningsområde. Sjön har en area på 0,0692 kvadratkilometer och ligger 121,2 meter över havet. Sjön avvattnas av vattendraget Lillträskbäcken.

## Delavrinningsområde
Lillträsket ingår i det delavrinningsområde (721281-172779) som SMHI kallar för Mynnar i Kågeälven. Medelhöjden är 154 meter över havet och ytan är 20,56 kvadratkilometer. Det finns inga avrinningsområden uppströms utan avrinningsområdet är högsta punkten. Lillträskbäcken som avvattnar avrinningsområdet har biflödesordning 2, vilket innebär att vattnet flödar genom totalt 2 vattendrag innan det når havet efter 25 kilometer. Avrinningsområdet består mestadels av skog (74 procent). Avrinningsområdet har 0,09 kvadratkilometer vattenytor vilket ger det en sjöprocent på 0,4 procent. Bebyggelsen i området täcker en yta av 0,17 kvadratkilometer eller 1 procent av avrinningsområdet.